# بوسة هاغ (نرغسان)
بوسة هاغ (بالفارسية: بوسه هاگ) هي قرية تقع في إيران في قسم نرغسان الریفي. يقدر عدد سكانها بـ 78 نسمة .